# Paarssteelvezelkop
De paarssteelvezelkop (Inocybe amethystina) is een paddenstoel uit de familie Inocybaceae.  Hij vormt ectomycorrhiza. Hij is waargenomen bij zomereik, lindes, beuk en fijnspar. Hij wordt voornamelijk gemeld van lanen, zowel op voedselrijke als op meer voedselarme bodem. Het heeft een voorkeur voor enigszins kalkhoudende, zandige grond.

## Kenmerken

### Uiterlijke kenmerken
Hoed
De hoed heeft een diameter van 1,5 tot 4 cm. De vorm is eerst kegelvormige en wordt later uitgespreid met platte umbo. Het oppervlak  met heeft aanliggende schubjes. De kleur is roodbruin in het centrum en aan de rand lichter gekleurd. Bij jonge exemplaren is er een wittig cortina met de steel verbonden.
Lamellen
De lamellen zitten vast aan de steel of lopen er zelden langs. Ze zijn wasachtig en donkerpaars of gekleurd zoals de hoed.
Steel
De steel heeft een lengte van 1 tot 7 cm en een dikte van 1 tot 7 mm. Het gelijk of licht gezwollen aan de basis, fijn tot grof behaard of schilferig. De kleur is gelijk aan de hoed met lila tot witachtig basaal mycelium.
Geur en smaak
De geur en smaak zijn niet beduidend.

### Microscopische kenmerken
Basidia zijn 4-sporig, kan ook 2-sporig zijn. De gladde sporen zijn lang met een conische top. De sporenmaat is 8,4-12,0 × 5,0-6,3 μm. Het Q-getal is 1,6 tot 2,1 met een gemiddeld van 1,8. Het heeft kleurloze pleurocystidia met een afmeting 63–75 × 11–16 μm en een sporenwand van 3,0 μm dik. Cheilocystidia zien er vergelijkbaar uit. Paracystidia niet waargenomen. Caulocystidia alleen in de buurt van de top van de steel, subutriform, subfusiform met wijde hals en korte steel, in grootte vergelijkbaar met pleurocystidia.

## Verspreiding
In Nederland komt hij matig zeldzaam voor. Hij is niet bedreigd en staat niet op rode lijst. De paarssteelvezelkop is pas in 1986 beschreven op basis van collecties uit Nederland en andere Europese landen (Kuyper, 1986). De meeste vindplaatsen zijn in het noordoosten van het land.